# Apochthonius hobbsi
Espèce
Apochthonius hobbsi est une espèce de pseudoscorpions de la famille des Chthoniidae.

## Distribution
Cette espèce est endémique d'Ohio aux États-Unis. Elle se rencontre dans la grotte Buckskin Cave dans le comté de Ross.

## Étymologie
Cette espèce est nommée en l'honneur d'Horton Holcombe Hobbs.

## Publication originale
- Muchmore, 1994 : Some pseudoscorpions (Arachnida: Pseudoscorpionida) from caves in Ohio and Indiana, U.S.A. Transactions of the American Microscopical Society, vol. 113, no 3, p. 316-324.